# Ozana Ramljak
Ozana Ramljak (Split, 24. veljače 1970.) je hrvatska dječja spisateljica, kroatistica i bivša televizijska voditeljica iz Splita, a živi i radi u Zagrebu. Danas radi kao profesorica i pročelnica umjetničkih studija na Sveučilištu Vern' -  BA studija Filmsko, televizijsko i multimedijsko oblikovanje i Transmedijska dramaturgija te MA studija Filmska i televizijska režija i produkcija.

## Životopis
Rodila se 1970. u Splitu. U Splitu je pohađala srednju školu gdje je maturirala 1989. godine. Studirala je u Zagrebu na Filozofskom fakultetu gdje je 1994. diplomirala i stekla zvanje profesora kroatistike i južnoslavenskih filologija. Na istom je fakultetu je i 2010. doktorirala na radiodramskom opusu Ivana Slamniga. 
Radila je nekoliko godina kao viša savjetnica za kulturu i prosvjetu u uredu Vlade RH za etničke i nacionalne zajednice ili manjine. Potom je nekoliko godina (1990-te, 2000-te) vodila emisiju Iz jezične riznice (Riječi, riječi, riječi) scenarista i sugovornika Tomislava Ladana, redateljice Marije Lučić, a sudjelovala je u pripremi i realizaciji i niza drugih emisija u Znanstveno-obrazovnom i Zabavnom programu  Hrvatske televizije. Danas radi kao profesorica i pročelnica umjetničkih studia Sveučilišta Vern'.
Za slikovnicu Što će biti kad odraste 2017. nagrađena je nagradom Hrvatskog društva književnika za djecu i mlade za najbolji tekst slikovnice za najmlađe, a 2020. i drugom nagradom na Malom Maruliću za lutkarski dramski tekst za djecu Kako je Bluno postao Bruno. 
Objavljuje znanstvene radove u brojnim hrvatskim i inozemnim publikacijama:
- Radovi Zavoda za slavensku filologiju
- Mogućnosti
- International Journal of Arts & Sciences
- Croatian Journal of Education
- Zbornik Sveučilišta u Dubrovniku
- Obnovljeni život
- i dr.

## Djela
- Zgodne nezgode, 2004. (ilustrirala Ivana Crnošija-Galović, predgovor Đurđica Ivanišević)
- Kvartet u F-duru (ilustrirala Ivana Crnošija-Galović)
- Očaranosti, priče u stihu, 2010. (ilustrirala Ivana Crnošija-Galović)
- Paučinasta priča, knjiga za djecu, 2013. (ilustrirala Ivana Crnošija-Galović)
- Uskrsno jutro, stihovana priča o snovima, knjiga za djecu, 2013. (ilustrirala Ivana Crnošija-Galović)
- Što će biti kad odraste, 2017. (ilustrirala Ivana Crnošija-Galović)
- Kad bi šuma bila grad, 2021. (ilustrirala Ivana Crnošija-Galović)
- Kako je Bluno tražio ljubav, roman za djecu, 2023. (pogovor Snježana Babić Višnjić)